# Jancsó Dóra
Jancsó Dóra (Kazincbarcika, 1978. február 9. –)  magyar színésznő.

## Élete
A nyíregyházi Képző- és Iparművészeti Szakközépiskolában érettségizett. Keresztapja felesége Pregitzer Fruzsina színésznő volt, aki miatt sokat járt színházba. Érettségi után felvételt nyert a budapesti Theatrum Színiakadémiára, ahol mesterség tanára és egyben osztályfőnöke Pethes György volt. Itt színész II. minősítéssel végzett 1999-ben. Ezután a Miskolci Nemzeti Színházhoz szerződött, 2015 óta szabadúszó.
2001-ben főszerepet (Portia) játszott William Shakespeare A velencei kalmár című vígjátékában. Ennek köszönhetően a Színészkamarától színész I. diplomát kapott. Bár prózai szakon végzett, de emellett magánúton énekelni tanult, ezért számtalan zenés produkcióban is játszott. Hangképző tanára Kővári Judit, a Színház- és Filmművészeti Egyetem énektanára, későbbi mestere Nádor Magda operaénekes, a Liszt Ferenc Zeneművészeti Egyetem énektanára volt. 2016-2019 között a Színház- és Filmművészeti Egyetem drámainstruktor szakos hallgatója volt.
Miskolcon 2011-ben és 2012-ben Az év színészének választották.

## Főbb színházi szerepei
- Faragó Zsuzsa-Laboda Kornél: Momo – Violetta, Baba (2015)
- Eisemann Mihály-Halász Imre-Békeffi István: Egy csók és más semmi – Annie, illetve Robicsekné (2015)
- Primadonnák – operett gála (2015)
- Csorba Piroska: Déryné a csalogány (2015)
- Deres Péter-Máthé Zsolt-Nagy Nándor: Robin Hood – bemondó/koldusnő (2015)
- László Miklós: Illatszertár – Rátz kisasszony (2014)
- Tasnádi István: Kokainfutár – anya (2014)
- William Shakespeare: IV. Henrik – Lepedő Dolly (2014)
- Lehár Ferenc: A víg özvegy – Valencienne, a nagykövet felesége (2014)
- Huszka Jenő-Martos Ferenc: Lili bárónő – Clarisse művésznő (2013)
- Molnár Ferenc: Az ördög – Jolán (2013)
- Alain Boublil - Claude-Michel Schönberg: A nyomorultak – Eponine (2012)
- Neil Simon: Pletykák – Chris Gorman  (2012)
- Szüle Mihály: Egy bolond százat csinál – Betty (2011)
- Dann Goggin: Apácák – Mária Roberta (2010)
- Robert Thomas: 8 nő – Susanna (2008)
- Zágon István: Hyppolit a lakáj - Terka (2007)
- Nell Dunn: Gőzben – Jane (2005)
- Zerkovitz Béla: Csókos asszony – Katóka (2002)
- Gaetano Donizetti: Szerelmi bájital – Gianetta (2002)
- William Shakespeare: A velencei kalmár – Portia (2001)
- Stephen Sondheim: Kis éji zene – Andersenné
- Lévay Szilveszter - Michael  Kunze: Elisabeth – Sztáray grófné
- Giuseppe Verdi: Rigoletto – Ceprano grófné
- Lehár Ferenc: Cigányszerelem – Jolán
- Andrew Lloyd Webber: Evita – kidobott szerető
- Egressy Zoltán: Portugál – feleség

## Filmszerepei
- Barátok közt – Napos Lívia (2011)
- 200 első randi – Regina (2019)
- Drága örökösök – A visszatérés – nővér (2023)

## Elismerések
- Közönségdíj: Máthé Baba-díj, az évad legjobb színésznője (2013)
- Közönségdíj: Máthé Baba-díj, az évad legjobb színésznője (2012)
- „Az év színésze” - díj az Észak-Magyarország olvasóinak szavazatai alapján (2011, 2012)
- Borsod-Abaúj-Zemplén megyei Príma-díj jelöltje (2011)